# Bermatingen
Bermatingen est une commune de Bade-Wurtemberg (Allemagne), située dans l'arrondissement du Lac de Constance (« Bodenseekreis »), dans la région Bodensee-Oberschwaben, dans le district de Tübingen.